# Les Tonrelles
Les Tonrelles és una partida rural a cavall dels termes municipals de Gavet de la Conca, (antic terme de Sant Serni) i Tremp, antic terme de Vilamitjana, a la comarca del Pallars Jussà.
El lloc és al nord-oest del poble de Fontsagrada, al nord-nord-oest del de Gavet i al sud de la vila de Vilamitjana. El Canal de Gavet travessa pel mig aquest territori, i la casa de Cal Masover és al seu extrem sud-oriental.